# Équipe d'Égypte masculine de basket-ball
Cet article traite de l'équipe masculine. Pour l'équipe féminine, voir Équipe d'Égypte féminine de basket-ball.
Maillots
L'équipe d'Égypte masculine de basket-ball est l'équipe nationale qui représente l'Égypte lors des compétitions internationales masculine de basket-ball. Elle est placée sous l'égide de la Fédération égyptienne de basket-ball (EBF). L'équipe est affiliée à la FIBA depuis 1934. Elle est surnomée "Les Pharaons".
Remporter le titre de l'EuroBasket 1949 a été son exploit le plus célèbre. Elle est la seule nation non européenne à avoir remporté la compétition. De plus, sa 5e place au Championnat du monde FIBA de 1950 et sa 9e place aux Jeux olympiques d'été de 1952 restent les meilleurs résultats jamais obtenus par une nation africaine à chaque tournoi. Le titre de l'EuroBasket 1949 est également le titre de basket-ball le plus prestigieux d'une nation africaine. Au Championnat d'Afrique FIBA, l'Égypte détient un record de 17 médailles (avec l'Angola).

## Parcours aux Jeux olympiques
- 1936 : 14e
- 1948 : 19e
- 1952 : 12e
- 1956 : non qualifié
- 1960 : non qualifié
- 1964 : non qualifié
- 1968 : non qualifié
- 1972 : 16e
- 1976 : 12e
- 1980 : boycott
- 1984 : 12e
- 1988 : 12e
- 1992 : non qualifié
- 1996 : non qualifié
- 2000 : non qualifié
- 2004 : non qualifié
- 2008 : non qualifié
- 2012 : non qualifié
- 2016 : non qualifié
- 2020 : non qualifié

## Parcours aux Championnats du Monde
- 1950 : 5e
- 1954 : non qualifié
- 1959 : 11e
- 1963 : non qualifié
- 1967 : non qualifié
- 1970 : 13e
- 1974 : non qualifié
- 1978 : non qualifié
- 1982 : non qualifié
- 1986 : non qualifié
- 1990 : 14e
- 1994 : 14e
- 1998 : non qualifié
- 2002 : non qualifié
- 2006 : non qualifié
- 2010 : non qualifié
- 2014 : 24e
- 2019 : non qualifié
- 2023 : 20e

## Parcours aux  compétitions continentales
Avant la création du championnat d'Afrique, l'Égypte disputait le championnat d'Europe.

### Championnats d'Europe
- 1935 : non qualifié

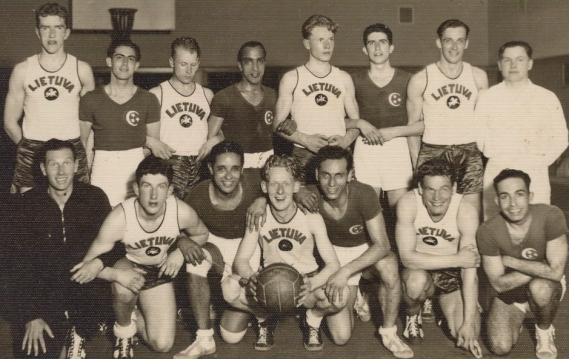
L'équipe d'Egypte pose avec l'équipe de Lituanie durant l'Eurobasket 1937.

- 1937 : 8e (se retire avant la fin du tournoi)
- 1939 : non qualifié
- 1946 : non qualifié
- 1947 :  3e
- 1949 :  Champion
- 1951 : non qualifié
- 1953 : 8e
- 1955 : non qualifié

### Championnat d'Afrique
- 1962 :  Champion
- 1964 :  Champion
- 1965 : non qualifié
- 1968 : non qualifié
- 1970 :  Champion
- 1972 :  2e
- 1974 : non qualifié
- 1975 :  Champion
- 1978 :  3e
- 1980 : non qualifié
- 1981 :  2e
- 1983 :  Champion
- 1985 :  3e
- 1987 :  2e
- 1989 :  2e
- 1992 :  3e
- 1993 :  2e
- 1995 : non qualifié
- 1997 : 4e
- 1999 :  3e
- 2001 :  3e
- 2003 :  3e
- 2005 : non qualifié
- 2007 : 4e
- 2009 : 10e
- 2011 : 11e
- 2013 :  2e
- 2015 : 5e
- 2017 : 8e

## Parcours auxJeux panafricains
- 1965 :  Vainqueur
- 1973 :  3e
- 1978 : Forfait
- 1987 : ne participe pas
- 1995 :  Vainqueur
- 1999 :  Vainqueur
- 2003 : forfait
- 2007 :  2e
- 2011 : 5e
- 2015 :  2e

## Effectif
L'effectif lors du Championnat d'Afrique masculin de basket-ball 2017.
| Numéro | Joueur              | Poste   | Naissance         | Taille | Club 2016-2017 |
| ------ | ------------------- | ------- | ----------------- | ------ | -------------- |
| 5      | Amr Abdelhalim      | Ailier  | 14 juin 1991      | 1,93 m |                |
| 6      | Ramy Gunady         | Arrière | 20 décembre 1981  | 1,84 m |                |
| 7      | Ahmed Mohamed       | Pivot   | 24 janvier 1995   | 2,05 m |                |
| 9      | Ibrahim Elgammal    | Arrière | 23 mars 1988      | 1,88 m |                |
| 10     | Mouhanad Elsabagh   | Arrière | 23 avril 1988     | 1,84 m |                |
| 11     | Moustafa Elmekawi   | Pivot   | 22 octobre 1994   | 2,03 m |                |
| 12     | Youssef Aboushousha | Arrière | 9 juin 1993       | 1,90 m |                |
| 14     | Ramy Abdalla        | Ailier  | 6 février 1988    | 2,04 m |                |
| 20     | Moatazpellah Okasha | Arrière | 14 février 1990   | 1,86 m |                |
| 44     | Romeh Elsadani      | Ailier  | 30 mai 1994       | 1,98 m |                |
| 66     | Haytham Khalifa     | Pivot   | 17 novembre 1987  | 2,06 m |                |
| 95     | Ahmed Bakr          | Ailier  | 25 septembre 1995 | 1,94 m |                |

Sélectionneur :  Amr Aboul Kheir

## Sélectionneurs successifs
- Neal Harris – 1947-1948
- Nello Paratore – 1949-1952
- Nello Paratore – 1972
- Fouad Aboulkhair – 1983
- Adel Sabri – 1985-1997
- Sami Al Sharoni – 2008
- Željko Zečević (it) – 2009
- Miodrag Perišić (en) – 2011
- Amr Aboul Kheir (en) – 2012–2014
- Ahmed Mohammed Marei (en) – 2014–2016
- Juan Antonio Orenga – 2016–
- Amr Aboul Kheir